# Église Saint-Martin d'Étouvelles
L'église Saint-Martin est une église située à Étouvelles, en France.

## Description

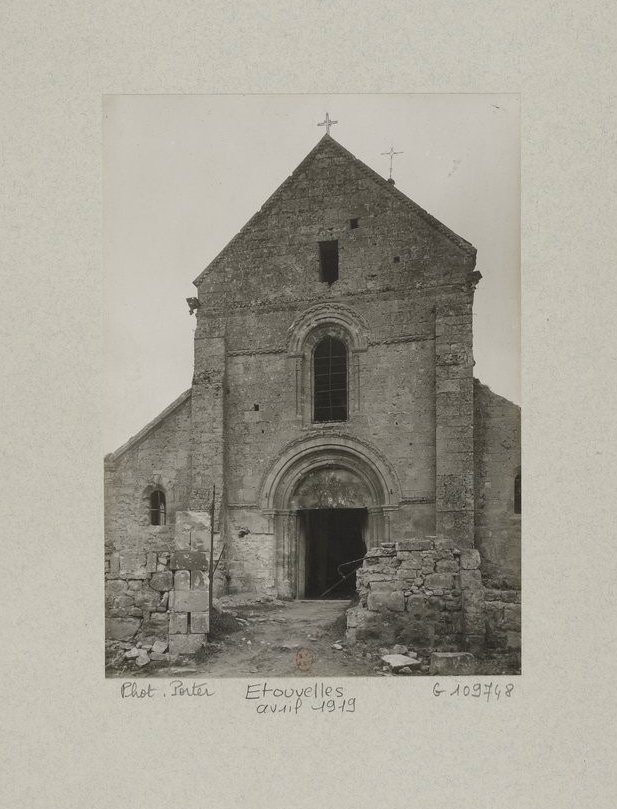
L'église en 1919[2].
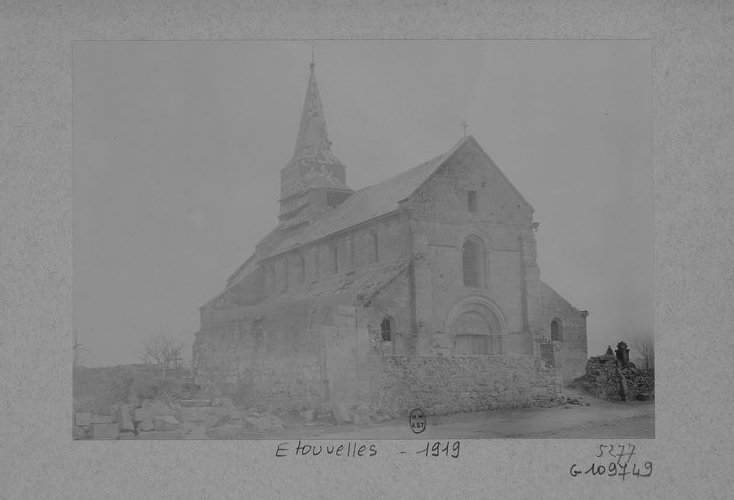
L'église en 1919[3].
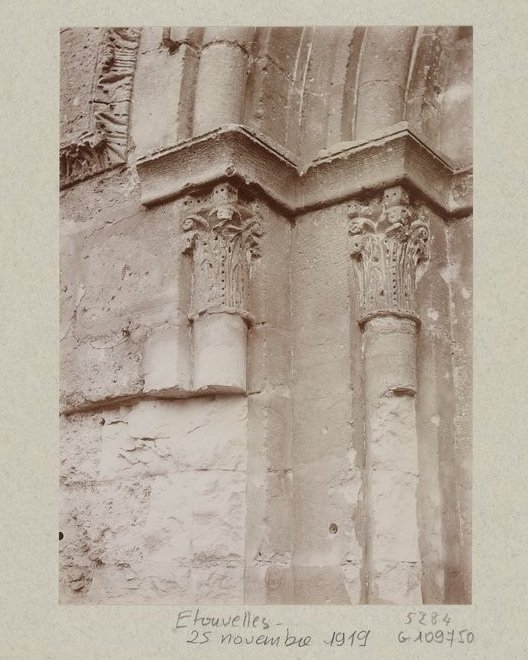
Détail du portail de l'église en 1919[3].
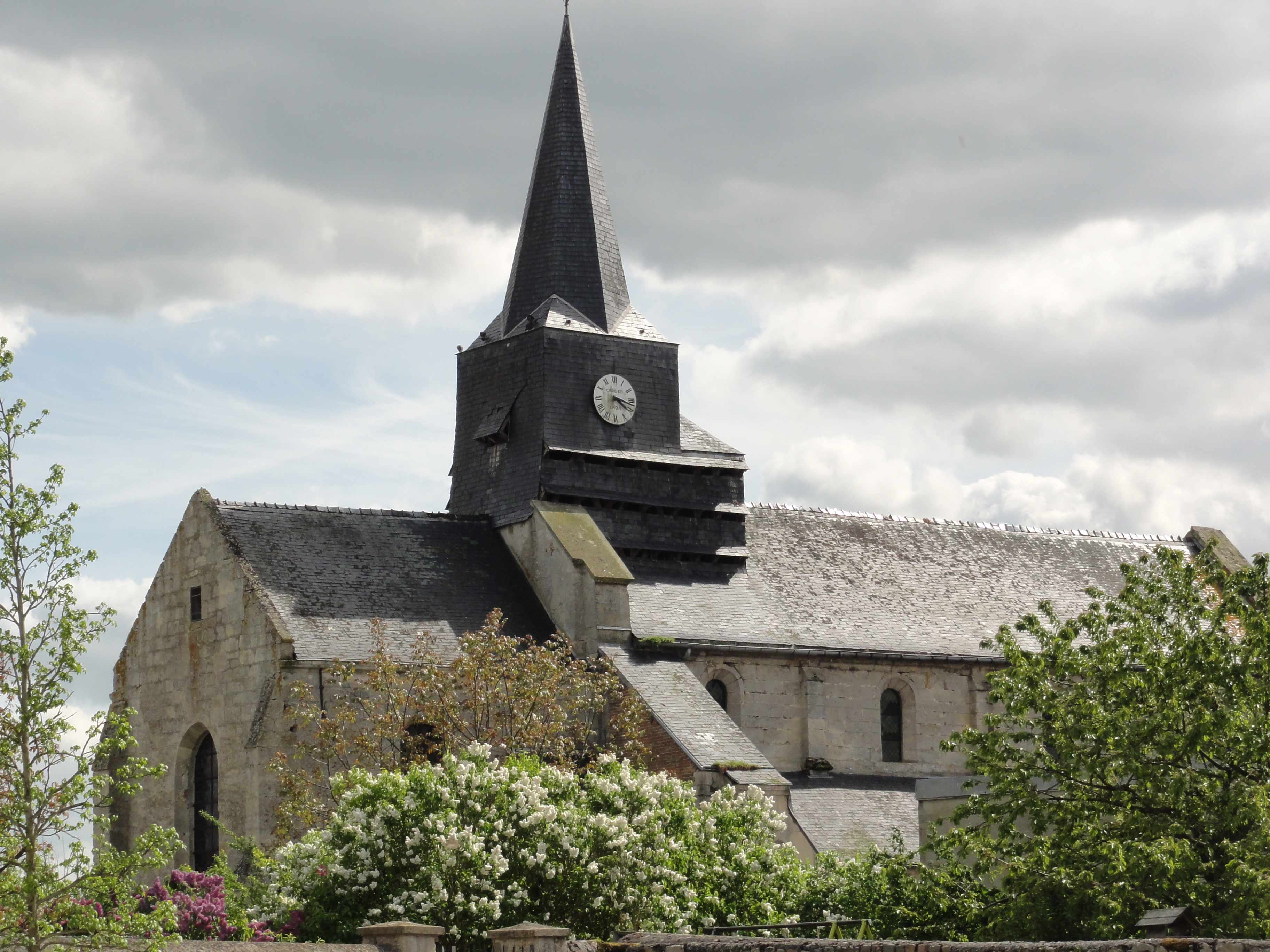
Vue latérale
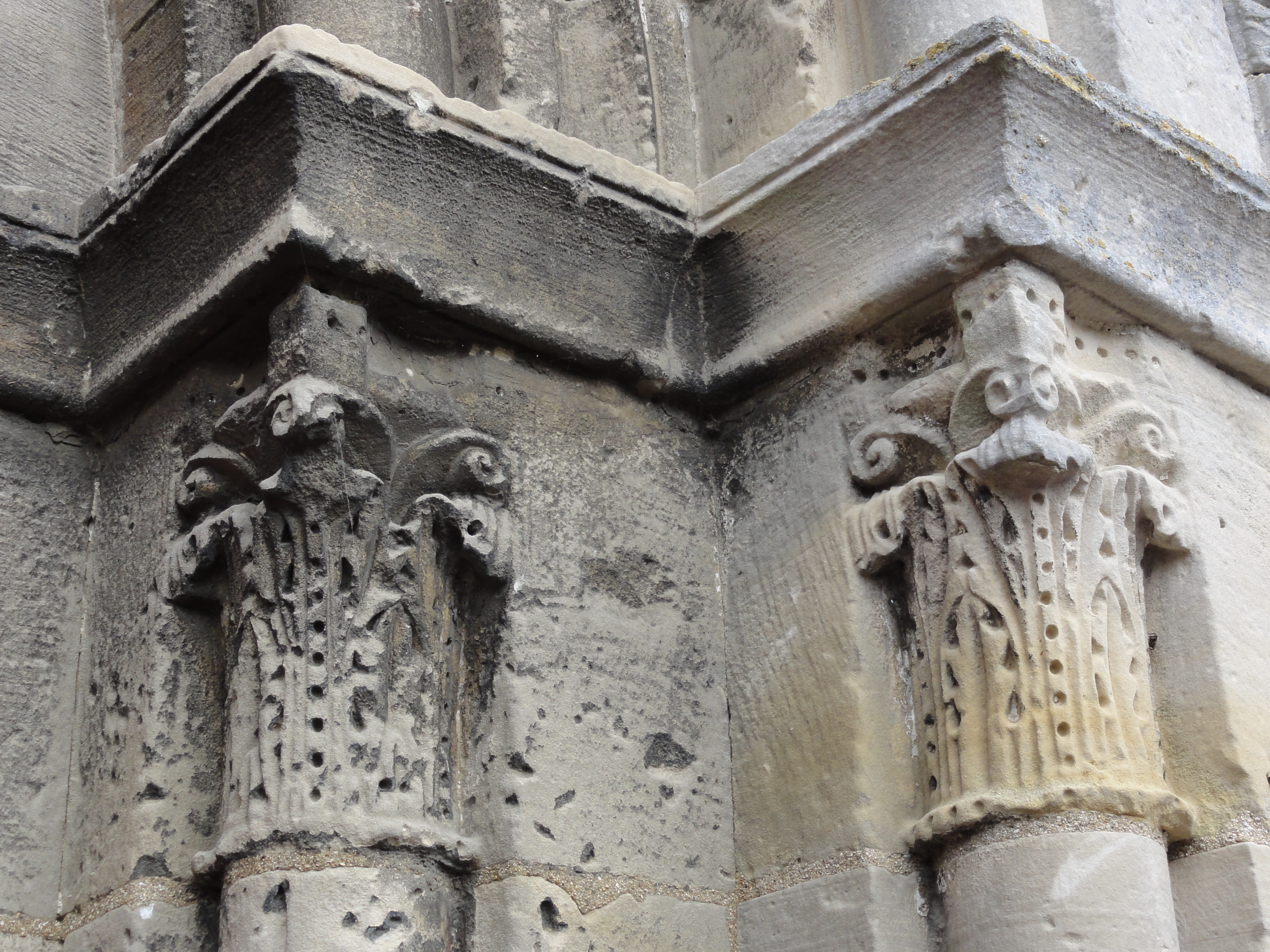
Détail du porche

## Localisation
L'église est située sur la commune d'Étouvelles, dans le département de l'Aisne.

## Historique
Le monument est classé au titre des monuments historiques en 1920.